# خورشیدگرفتگی ۲۰ مه ۱۹۶۶
خورشیدگرفتگی ۲۰ مه ۱۹۶۶ (به انگلیسی: Solar eclipse of May 20, 1966) یک خورشیدگرفتگی از نوع خورشیدگرفتگی حلقه‌ای است. این خورشیدگرفتگی در تاریخ ۲۰ مه ۱۹۶۶ میلادی (‎۳۰ اردیبهشت ۱۳۴۵ خورشیدی) روی داد که زمان اوج آن، ساعت ۹:۳۹:۰۲ به‌وقت ساعت هماهنگ جهانی بوده‌است. مدت زمان و طول این خورشیدگرفتگی ۰ دقیقه و ۵ ثانیه بود.